# Echeandia gracilis
Echeandia gracilis är en sparrisväxtart som beskrevs av Robert William Cruden. Echeandia gracilis ingår i släktet Echeandia och familjen sparrisväxter. Inga underarter finns listade i Catalogue of Life.